# Trichomalopsis sarcophagae
Trichomalopsis sarcophagae är en stekelart som först beskrevs av Charles Joseph Gahan 1914.  Trichomalopsis sarcophagae ingår i släktet Trichomalopsis och familjen puppglanssteklar. Inga underarter finns listade i Catalogue of Life.